# Luis Antonio Peñaherrera
Luis Antonio Peñaherrera Mantilla (* 1894 in Quito; † unbekannt) war ein ecuadorianischer Diplomat.
Peñaherrera begann seine diplomatische Laufbahn Anfang der 1920er Jahre als Erster Legationssekretär der ecuadorianischen Gesandtschaft in Paris. 1951/1952 war er ecuadorianischer Botschafter in Washington.
Vom 13. August 1953 bis zum 28. November 1955 war Peñaherrera Minister des Auswärtigen der Republik Ecuador in der Regierung von José María Velasco Ibarra. 1956/1957 war er ecuadorianischer Botschafter in London. Von 1969 bis 1973 vertrat er die Republik Ecuador als Botschafter beim Heiligen Stuhl.